# زبان نیااورالی
زبان نیااورالی (به انگلیسی: Proto-Uralic language) زبانی بازسازی شده مربوط به خانواده زبان‌های اورالی است. این زبان در اصل در ناحیه‌ای کوچک در سال‌های ۲۰۰۰–۷۰۰۰ (تخمین‌ها متفاوت است) قبل از میلاد استفاده می‌شده‌است. موقعیت دقیق منطقه نامعلوم است و فرضیه‌های متفاوتی وجود دارد ولی بیشتر در همسایگی کوه‌های اورال تخمین زده می‌شود.
به نظر می‌رسد این زبان به دو زبان نیاسمویدی و نیافینی-اوگری منشعب شده باشد؛ که زبان نیافینی-اوگری تفاوت کمتری با زبان نیااورالی دارد.